# Comarca de Orense
La comarca de Orense (en gallego y oficialmente, comarca de Ourense) es una comarca española de la provincia de Orense, en la comunidad autónoma de Galicia. Su capital es Orense.

## Geografía
La comarca de Orense limita al norte con la comarca de Chantada (Lugo), al noreste con las comarcas de Tierra de Lemos (Lugo) y Tierra de Caldelas, al este y sureste con la de Allariz-Maceda, al sur con la Tierra de Celanova y al oeste con las del Ribeiro y Carballino.

## Municipios
Pertenecen a la comarca de Orense los siguientes municipios: 
- Amoeiro
- Barbadás
- Coles
- Esgos
- Nogueira de Ramuín
- Orense
- Pereiro de Aguiar
- La Peroja
- San Ciprián de Viñas
- Taboadela
- Toén
- Villamarín